# Batalla del riu Almà
La batalla del riu Almà va ser una batalla de la Guerra de Crimea, entre l'Imperi Rus i l'aliança formada pel Regne Unit, el Segon Imperi Francès i l'Imperi Otomà. Va tenir lloc el 20 de setembre de 1854, a la vora del riu Almà, avui en territori d'Ucraïna. Va ser la primera gran batalla en aquest conflicte (1854-1856).

## Antecedents
La guerra va esclatar quan Nicolau I, tsar de Rússia va decidir atacar els territoris de l'imperi turc per expandir-se utilitzant l'excusa de què tenia dret jurisdiccional sobre els cristians ortodoxos que vivien a Turquia.
Els exèrcits imperials russos van situar-se als territoris otomans de Valàquia (actualment Romania) i Moldàvia. Els estats europeus volien trobar una solució per via diplomàtica, que mantingués l'statu quo europeu però el sultà no va estar conforme amb els tractats. La guerra va esclatar oficialment el 23 de setembre de 1853.
Els turcs van enviar els seus exèrcits al Danubi a combatre els russos, però l'octubre de 1853 la flota turca va ser destruïda per la russa en la batalla naval de Sinope, cosa que va precipitar que el Regne Unit de Gran Bretanya i Irlanda i el segon Imperi francès entressin en guerra a favor dels turcs per impedir l'expansió russa el 27 de març de 1854. Prússia i l'imperi Austrohongarès van mantenir la neutralitat, deixant sola a Rússia, que els comptava com a aliats.

## Batalla
Derrotats a Moldàvia i Valàquia, els russos es van retirar i la major part del conflicte es va centrar en la península de Crimea, al mar Negre, on van desembarcar tropes anglofranceses, i Aleksandr Ménxikov va decidir defensar Sevastòpol a la a les altures properes al riu Almà.
Els aliats foren rebutjats en primera instància, però un atac de distracció aliat va permetre un atac sobre el flanc, obligant als russos a retirar-se amb sis-mil baixes.

## Conseqüències
Els aliats van posar setge al port estratègic de Sebastòpol, aguantant els intents russos de trencar-lo en les batalles de Balaklava (25 d'octubre), on va tenir lloc el famós episodi bèl·lic que ha passat a la història com la càrrega de la brigada lleugera; i Ikerman (5 de novembre). Després del dur hivern del 1854-55 les operacions es van restablir. El Regne de Sardenya-Piemont va entrar en guerra contra Rússia, enviant-hi 10.000 homes. Sebastòpol va caure el 8 de setembre de 1855 i els combats van cedir a finals d'octubre.

## Memòria històrica
En memòria d'aquesta batalla un dels ponts de París va rebre el seu nom, el Pont de l'Alma.